# Monastero di Ostrog
Il monastero di Ostrog è un monastero della Chiesa ortodossa serba posizionato contro una parete di roccia verticale sulla rupe di Ostroška Greda, in Montenegro, da cui si domina la pianura di Bjelopavlići. È dedicato a San Basilio di Ostrog (Sveti Vasilije Ostroški).
Fondato dallo stesso Basilio, Vescovo metropolita dell'Erzegovina nel XVII secolo, il monastero di Ostrog è il più popolare luogo di pellegrinaggio del Montenegro. Il corpo del santo, morto nel 1671 e canonizzato pochi anni dopo, si trova in un reliquiario posto nella chiesa sotterranea dedicata alla "Presentazione al Tempio della Madre di Dio".
Il monastero fu fondato da Vasilije, vescovo metropolita dell'Erzegovina nel XVII secolo. Qui morì nel 1671 e alcuni anni dopo fu glorificato. Il suo corpo è custodito in un reliquiario custodito nella chiesa-grotta dedicata alla Presentazione della Madre di Dio al Tempio.
L'aspetto attuale del monastero è frutto della ricostruzione posta in essere tra gli anni 1923-1926, dopo che un incendio aveva distrutto gran parte del complesso. Fortunatamente il fuoco non interessò la parte dove sono site le due piccole chiese sotterranee, che da sole rappresentano la parte storico-artistica più importante dell'intero chiostro. Gli affreschi posti nella chiesa della Presentazione furono realizzati alla fine del XVII secolo mentre quelli dell'altra, dedicata alla Santa croce e posta in una grotta nei livelli più alti del monastero, sono stati realizzati poco più tardi dal maestro Radul, il quale riuscì a integrarli alla perfezione con le pareti grezze della grotta stessa. Attorno alle chiese sono poste le celle dei monaci.
Il monastero ortodosso di Ostrog è uno dei più visitati nei Balcani. Credenti da ogni parte del mondo vi giungono in pellegrinaggio sia individualmente che in gruppo, rappresenta inoltre il punto di incontro di tre credi: l'ortodosso, il cattolico e il musulmano poiché anche i fedeli di questi ultimi due culti ammettono le proprietà guaritrici delle reliquie di San Basilio. Secondo i resoconti dei fedeli si sono infatti verificati alla presenza della salma del santo numerose guarigioni miracolose.

## Storia
Durante la seconda guerra mondiale sul fronte jugoslavo, nel monastero di Ostrog si installarono le formazioni cetniche del Montenegro guidate da Blažo Đukanović e Bajo Stanišić; il 14 ottobre 1943 i reparti partigiani della Quinta brigata proletaria montenegrina attaccarono il monastero bloccando i capi cetnici. Dopo cinque giorni di assedio il generale Đukanović si arrese e venne sommariamente fucilato dai partigiani mentre Stanišić venne ucciso durante gli scontri a fuoco; il commissario politico della brigata partigiana, Blažo Jovanović, inviò a Tito un messaggio di vittoria in cui scriveva che "gli arcitraditori del popolo montenegrino hanno finito la loro vergognosa esistenza".

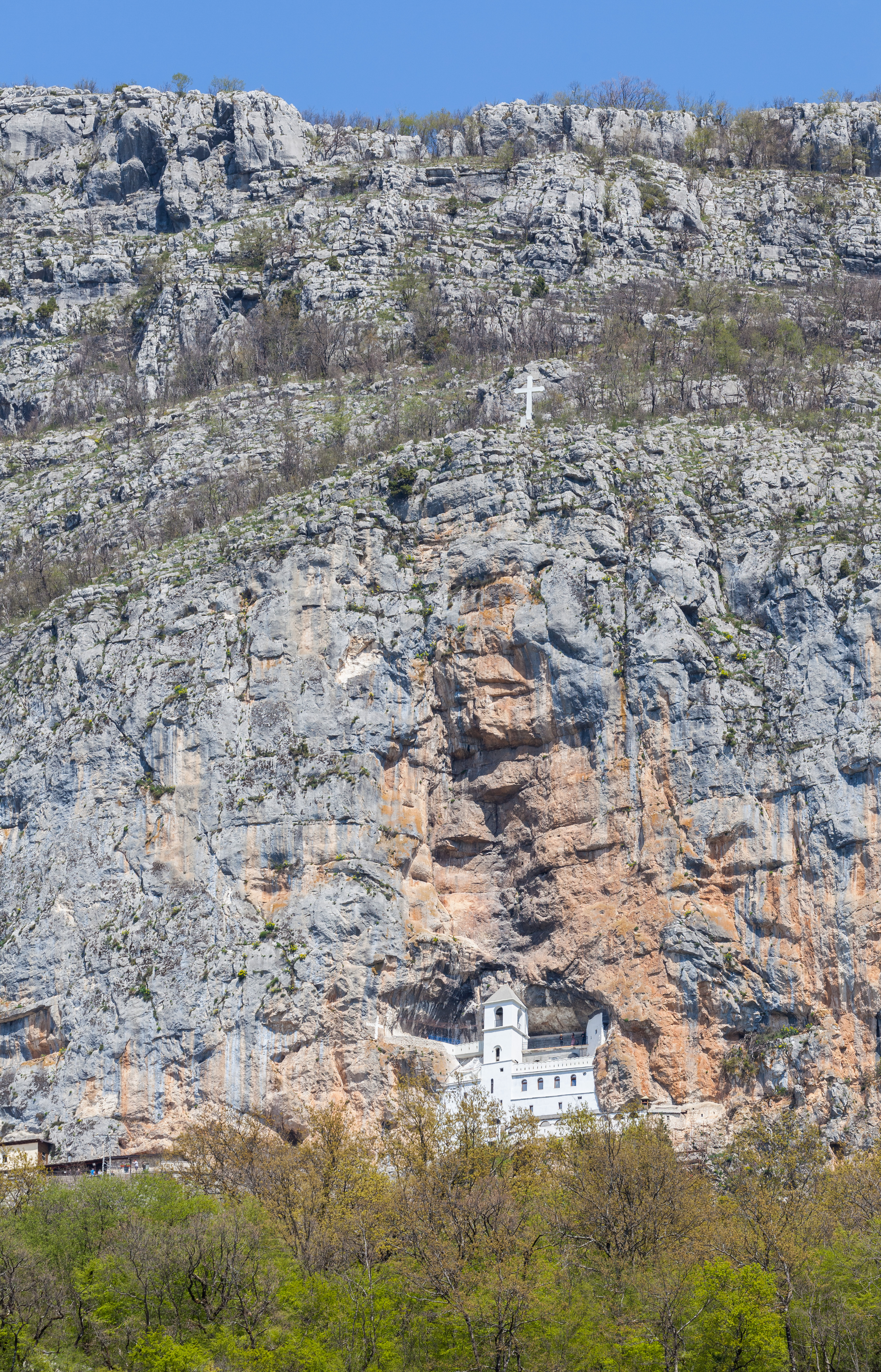
Il monastero di Ostrog